# Nordic Tournament
Nordic Tournament je každoroční turnaj ve skocích na lyžích pořádaný od roku 1997 ve skandinávských zemích, obvykle ve Finsku a Norsku, výjimečně zavítá i do Švédska, jedná se o součást světového poháru. Tento turnaj byl založen jako skandinávský protějšek ke slavnému a úspěšnému turné čtyř můstků, které se každoročně koná v Německu a Rakousku.

## Můstky
Nordic Tournament se pořádá vždy na několika můstcích, ve Finsku se jedná o můstky v Lahti a Kuopiu, ve Švédsku o můstek ve Falunu, v Norsku pak o můstky v Trondheimu, Lillehammeru a slavný Holmenkollen v Oslu, na kterém se skákalo jako na jediném během každého turné, v historii se totiž skákalo nanejvýš na čtyřech můstcích.
|  | Místo       | Můstek         | Konstrukční bod | Hill size |
|  | ----------- | -------------- | --------------- | --------- |
|  | Lahti       | Salpausselkä   | K-116           | HS 130    |
|  | Kuopio      | Puijo          | K-120           | HS 127    |
|  | Falun       | Lugnet         | K-115           | HS 124    |
|  | Trondheim   | Granåsen       | K-120           | HS 131    |
|  | Lillehammer | Lysgårdsbakken | K-120           | HS 134    |
|  | Oslo        | Holmenkollen   | K-115           | HS 128    |

## Vítězové Nordic Tournamentu
| Sezóna | 1. místo                         | 2. místo                      | 3. místo                    |
| ------ | -------------------------------- | ----------------------------- | --------------------------- |
| 2008   | Gregor Schlierenzauer (Rakousko) | Tom Hilde (Norsko)            | Janne Happonen (Finsko)     |
| 2007   | Adam Małysz (Polsko)             | Andreas Kofler (Rakousko)     | Simon Ammann (Švýcarsko)    |
| 2006   | Thomas Morgenstern (Rakousko)    | Andreas Küttel (Švýcarsko)    | Janne Happonen (Finsko)     |
| 2005   | Matti Hautamäki (Finsko)         | Roar Ljøkelsøy (Norsko)       | Michael Uhrmann (Německo)   |
| 2004   | Roar Ljøkelsøy (Norsko)          | Bjørn Einar Romøren (Norsko)  | Simon Ammann (Švýcarsko)    |
| 2003   | Adam Małysz (Polsko)             | Matti Hautämäki (Finsko)      | Tami Kiuru (Finsko)         |
| 2002   | Matti Hautamäki (Finsko)         | Adam Małysz (Polsko)          | Martin Schmitt (Německo)    |
| 2001   | Adam Małysz (Polsko)             | Andreas Goldberger (Rakousko) | Martin Schmitt (Německo)    |
| 2000   | Sven Hannawald (Německo)         | Janne Ahonen (Finsko)         | Ville Kantee (Finsko)       |
| 1999   | Noriaki Kasai (Japonsko)         | Kazujoši Funaki (Japonsko)    | Sven Hannawald (Německo)    |
| 1998   | Andreas Widhölzl (Rakousko)      | Sven Hannawald (Německo)      | Saitó Hiroja (Japonsko)     |
| 1997   | Kazujoši Funaki (Japonsko)       | Kristian Brenden (Norsko)     | Andreas Widhölzl (Rakousko) |